# McAuslan
Vous pouvez aider à l'améliorer ou bien discuter des problèmes sur sa page de discussion.
- Il ne cite pas suffisamment ses sources. Vous pouvez indiquer les passages à sourcer avec {{référence nécessaire}} ou {{Référence souhaitée}}, et inclure les références utiles en les liant aux notes de bas de page. (Marqué depuis octobre 2020)
- Il ne s’appuie pas, ou pas assez, sur des sources secondaires ou tertiaires. (Marqué depuis avril 2016)
- Son ton est trop promotionnel ou publicitaire, voire hagiographique. Le texte doit adopter un ton neutre et encyclopédique. (Marqué depuis avril 2020)

- Archive Wikiwix
- Bing
- Cairn
- DuckDuckGo
- E. Universalis
- Gallica
- Google
- G. Books
- G. News
- G. Scholar
- Persée
- Qwant
- (zh) Baidu
- (ru) Yandex
- (wd) trouver des œuvres sur Wikidata

McAuslan est une brasserie canadienne établie en janvier 1989 au 4 850, rue Saint-Ambroise dans le quartier Saint-Henri à Montréal.
Histoire
La Brasserie a lancé sa première bière en février 1989. À la suite du lancement de la bière St-Ambroise pale ale, la Brasserie a introduit la bière St-Ambroise noire à l'avoine en décembre 1991 ; ses deux marques Griffon, l'extra blonde et la rousse, en avril 1992 ; enfin, la bière blonde de luxe Frontenac, introduite à l'essai à Québec en novembre 1995 et lancée officiellement sur tout le marché québécois, en avril 1996.
En juin 1997, McAuslan lance sur le marché sa gamme de bières saisonnières, une saison à la fois, en commençant par la bière d’été, aux framboises. Les quatre bières saisonnières ne sont brassées que durant leur saison respective : la bière de blé à l’abricot, au printemps (maintenant disponible à l’année) ; la bière aux framboises, en été ; la bière à la citrouille épicée, en automne ; et la bière forte, en hiver.
En 1998, la brasserie s’est associée aux Vergers du Minot pour distribuer un cidre mousseux à la pression, puis la même année, le cidre Mystique en bouteilles.
En 2013, les Brasseurs RJ dirigé par son président Roger Jaar devient propriétaire à 100 % de la Brasserie McAuslan quand Peter et Ellen décident de se retirer.